# Android (robot)
Android là loại robot  hoặc thực thể nhân tạo khác  được thiết kế giống như con người, và thường được tạo hình bằng vật liệu trông có vẻ như da thịt người .
Trong lịch sử thì android hoàn toàn nằm trong lĩnh vực khoa học viễn tưởng và thường thấy trong phim và truyền hình, nhưng những tiến bộ gần đây trong công nghệ robot giờ đây cho phép thiết kế các robot dạng người có chức năng thực tế .

## Từ nguyên
Từ Android tạo ra từ tiếng Hy Lạp ἀνδρ- andr-, nghĩa là "người đàn ông" (khác với ἀνθρωπ- anthrōp-, con người nói chung) và hậu tố -oid, nghĩa là "có hình dạng tựa như" . Tuy vậy trong tiếng Hy Lạp ανδροειδής là một tính từ, còn thuật ngữ "android" được sử dụng trong tham chiếu đến robot nhìn giống con người nói chung, và một robot có ngoại hình nữ cũng có thể được gọi là "gynoid".

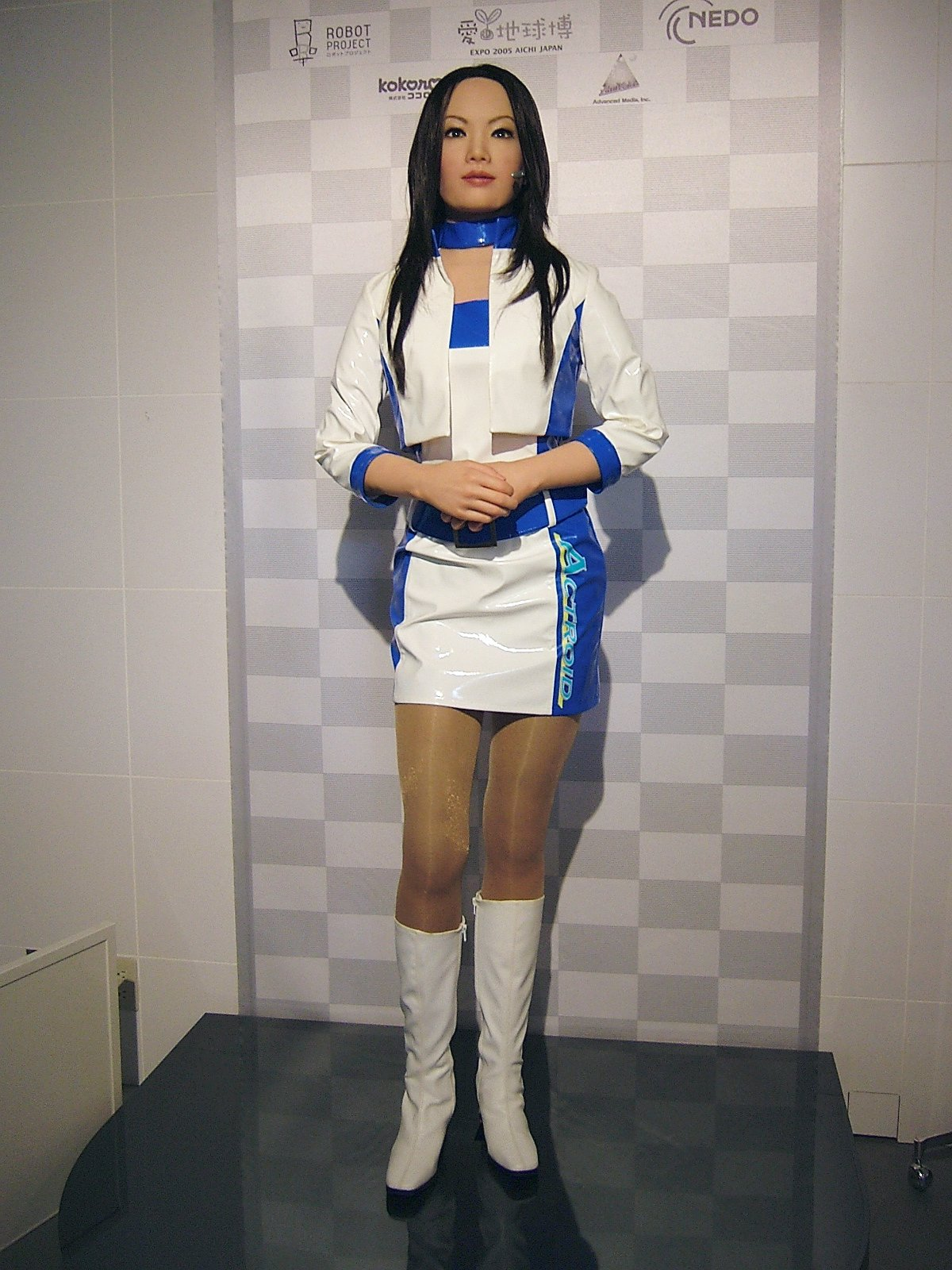
Robot Nhật DER 01
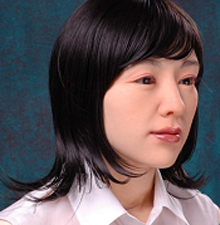
EveR-2, Android biết hát
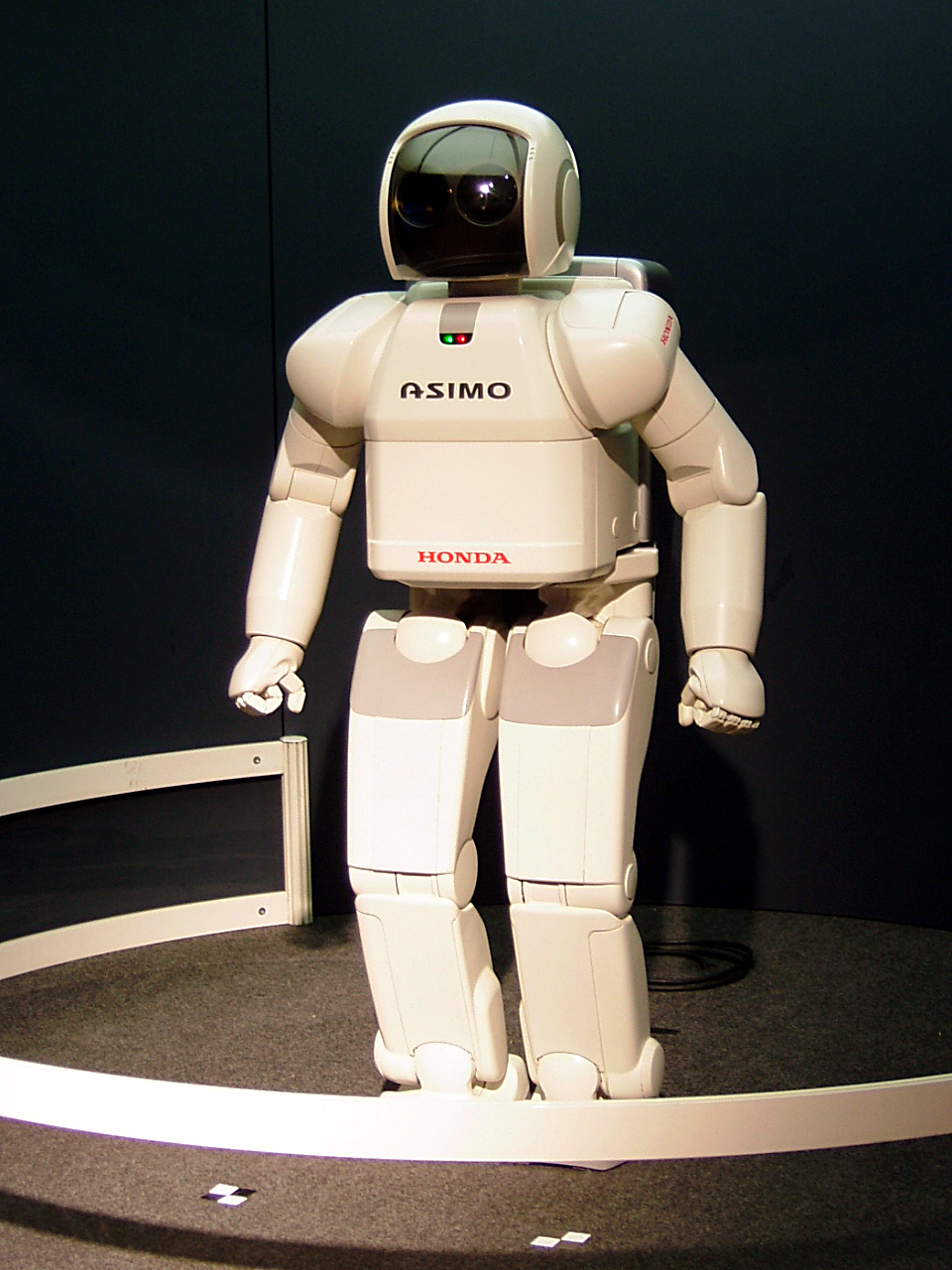
Robot ASIMO của Honda, 2000
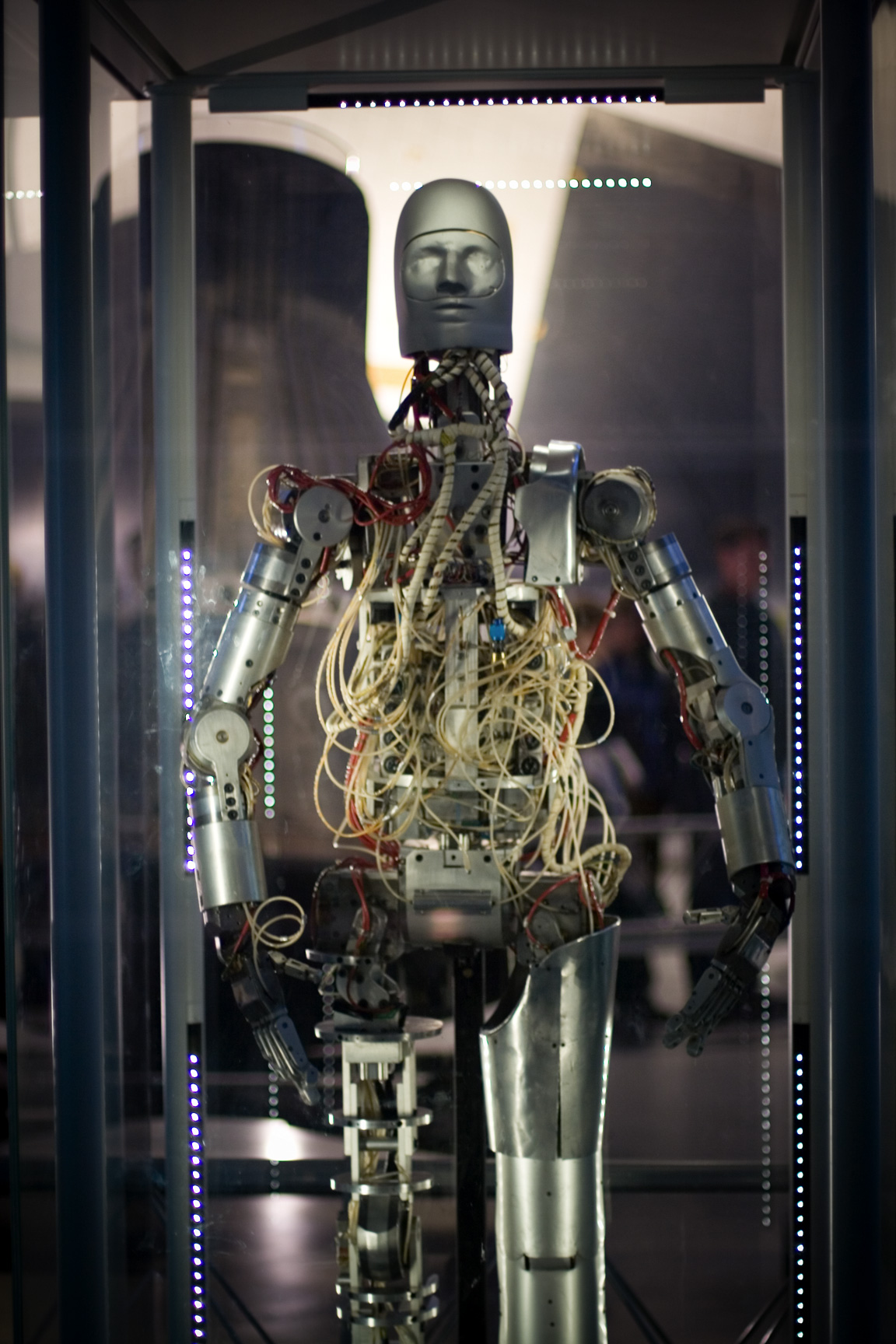
Một robot chưa che phủ kín